# Cachopo

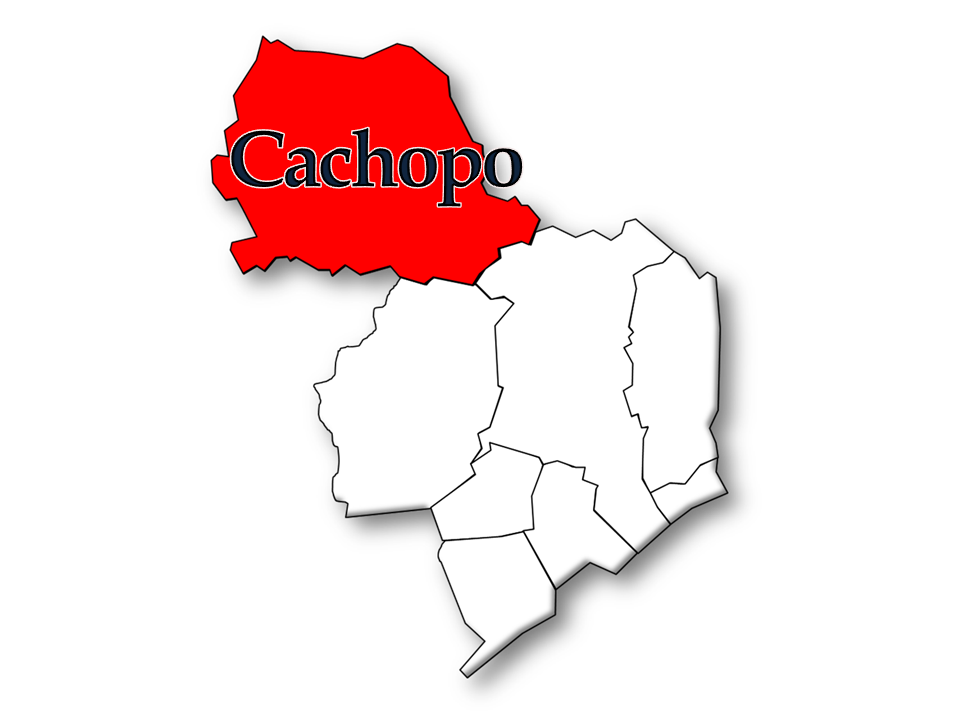
Localització de la Clientela de Cachopo

Cachopo és una freguesia portuguesa situada en la zona serrana del municipi de Tavira, més concretament en la Serra del Caldeirão. Va formar part del municipi d'Alcoutim fins a prop de 1836.
L'economia de la freguesia té per base l'agricultura de secà, la ramaderia, l'apicultura i la producció de suro.
Malgrat de representar el 32% de l'àrea del municipi, no existeix correspondència en termes demogràfics, presentant la freguesia de Cachopo només el 4,1% de la població total del municipi. Les característiques de la piràmide d'edat de Cachopo revelen un envelliment accentuat de la població, amb un pes majoritari de la població amb més de 65 anys (el 50% del total de la població), i un pes reduït de població amb menys de 30 anys.